# Fitod
Fitod (węg. Fitód) – wieś w Rumunii, w okręgu Harghita, w gminie Leliceni. W 2011 roku liczyła 478 mieszkańców.